# فرد إس. كلينتون
فرد إس. كلينتون (بالإنجليزية: Fred S. Clinton)‏ هو طبيب وجراح أمريكي، ولد في 15 أبريل 1874، وتوفي في 25 أبريل 1955 في تلسا في الولايات المتحدة.